# Amphisbaena maranhensis
Espèce
Amphisbaena maranhensis est une espèce d'amphisbènes de la famille des Amphisbaenidae.

## Répartition
Cette espèce est endémique du Maranhão au Brésil.

## Étymologie
Son nom d'espèce, composé de maranh[ao] et du suffixe latin -ensis, « qui vit dans, qui habite », lui a été donné en référence au lieu de sa découverte.

## Publication originale
- Gomes & Maciel, 2012 : A new species of Amphisbaena Linnaeus (Squamata, Amphisbaenidae) from the state of Maranhão, northern Brazilian Cerrado. Zootaxa, no 3572, p. 43–54.